# Phún xạ cathode
Phún xạ (tiếng Anh: Sputtering) hay Phún xạ cathode (Cathode Sputtering) là kỹ thuật chế tạo màng mỏng dựa trên nguyên lý truyền động năng bằng cách dùng các ion khí hiếm được tăng tốc dưới điện trường bắn phá bề mặt vật liệu từ bia vật liệu, truyền động năng cho các nguyên tử này bay về phía đế và lắng đọng trên đế. 

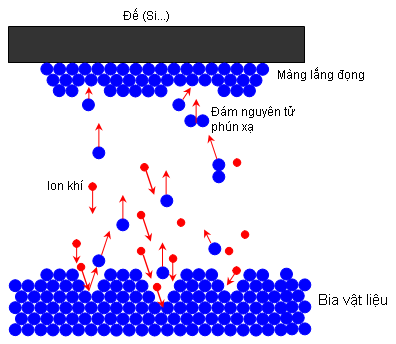
Nguyên lý của quá trình phún xạ

## Bản chất quá trình phún xạ
Khác với phương pháp bay bốc nhiệt, phún xạ không làm cho vật liệu bị bay hơi do đốt nóng mà thực chất quá trình phún xạ là quá trình truyền động năng. Vật liệu nguồn được tạo thành dạng các tấm bia (target) và được đặt tại điện cực (thường là cathode), trong buồng được hút chân không cao và nạp khí hiếm với áp suất thấp (cỡ 10−2 mbar). Dưới tác dụng của điện trường, các nguyên tử khí hiếm bị ion hóa, tăng tốc và chuyển động về phía bia với tốc độ lớn và bắn phá bề mặt bia, truyền động năng cho các nguyên tử vật liệu tại bề mặt bia. Các nguyên tử được truyền động năng sẽ bay về phía đế và lắng đọng trên đế. Các nguyên tử này được gọi là các nguyên tử bị phún xạ. Như vậy, cơ chế của quá trình phún xạ là va chạm và trao đổi xung lượng, hoàn toàn khác với cơ chế của phương pháp bay bốc nhiệt trong chân không. 

Sơ đồ nguyên lý hệ phún xạ cathode xoay chiều

## Kỹ thuật phún xạ phóng điện phát sáng
- Phún xạ phóng điện phát sáng một chiều (DC discharge sputtering)

Là kỹ thuật phún xạ sử dụng hiệu điện thế một chiều để gia tốc cho các ion khí hiếm. Bia vật liệu được đặt trên điện cực âm (cathode) trong chuông chân không được hút chân không cao, sau đó nạp đầy bởi khí hiếm (thường là Argon) với áp suất thấp (cỡ 10−2 mbar). Người ta sử dụng một hiệu điện thế một chiều cao thế đặt giữa bia (điện cực âm) và đế mẫu (điện cực dương). Quá trình này là quá trình phóng điện có kèm theo phát sáng (sự phát quang do ion hóa). Vì dòng điện là dòng điện một chiều nên các điện cực phải dẫn điện để duy trì dòng điện, do đó kỹ thuật này thường chỉ dùng cho các bia dẫn điện (bia kim loại, hợp kim...).
- Phún xạ phóng điện phát sáng xoay chiều (RF discharge sputtering)

Là kỹ thuật sử dụng hiệu điện thế xoay chiều để gia tốc cho ion khí hiếm. Nó vẫn có cấu tạo chung của các hệ phún xạ, tuy nhiên máy phát là một máy phát cao tần sử dụng dòng điện tần số sóng vô tuyến (thường là 13,56 MHz). Vì dòng điện là xoay chiều, nên nó có thể sử dụng cho các bia vật liệu không dẫn điện. Máy phát cao tần sẽ tạo ra các hiệu điện thế xoay chiều dạng xung vuông. Vì hệ sử dụng dòng điện xoay chiều nên phải đi qua một bộ phối hợp trở kháng và hệ tụ điện có tác dụng tăng công suất phóng điện và bảo vệ máy phát. Quá trình phún xạ có hơi khác so với phún xạ một chiều ở chỗ bia vừa bị bắn phá bởi các iôn có năng lượng cao ở nửa chu kỳ âm của hiệu điện thế và bị bắn phá bởi các electron ở nửa chu kỳ dương.
- Phún xạ magnetron

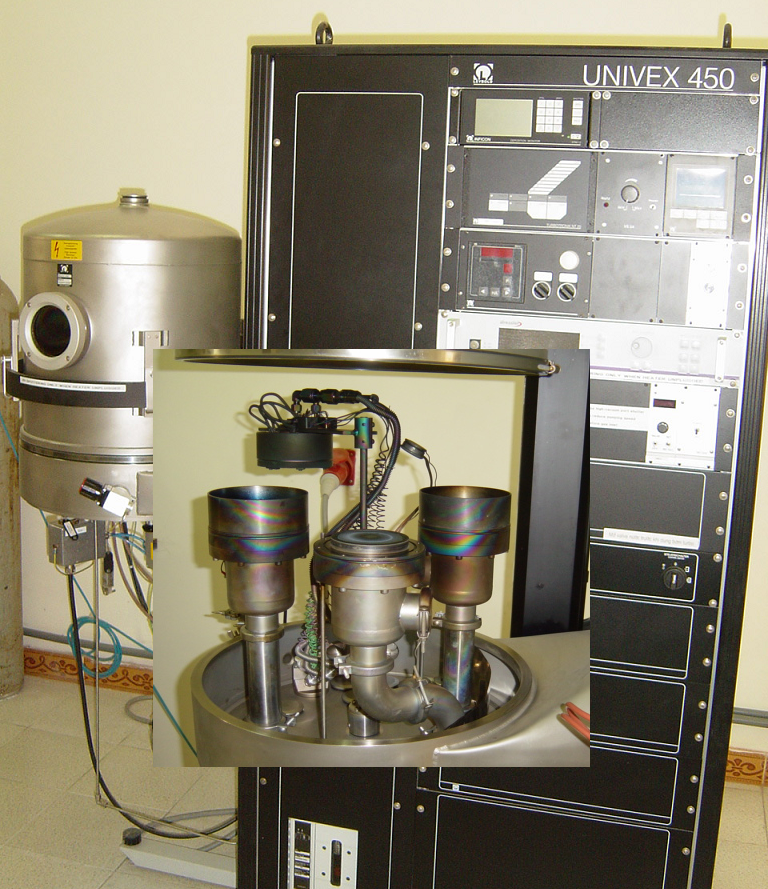
Ảnh chụp thiết bị sputtering Univex 450 tại trường Đại học Khoa học Tự nhiên, Đại học Quốc gia Tp. Hồ Chí Minh

Là kỹ thuật phún xạ (sử dụng cả với xoay chiều và một chiều) cải tiến từ các hệ phún xạ thông dụng bằng cách đặt bên dưới bia các nam châm. Từ trường của nam châm có tác dụng bẫy các điện tử vào trong vùng gần bia nhờ đó làm tăng hiệu ứng iôn hóa do làm tăng tần số va chạm giữa các điện tử với các nguyên tử khí ở gần bề mặt bia do đó làm tăng tốc độ lắng đọng đồng thời giảm sự bắn phá của điện tử và iôn trên bề mặt màng, giảm nhiệt độ đế và có thể tạo ra sự phóng điện ở áp suất thấp hơn. Áp suất phóng điện càng thấp thì càng giảm được nồng độ các tạp chất trong màng và tăng động năng của các nguyên tử đến lắng đọng trên màng (do quảng đường tự do trung bình (mean free path) của các nguyên tử khí càng tăng, và do đó tấn số va chạm với các nguyên tử lắng động càng giảm, khi áp suất càng thấp).

## Phún xạ chùm ion, chùm electron
Có nguyên tắc giống với phương pháp phún xạ phát sáng, tuy nhiên người ta sử dụng các súng phóng ion hoặc chùm electron riêng biệt bắn trực tiếp vào bia, do đó điều khiển các thông số của quá trình tạo màng một cách hiệu quả hơn.

## Ưu điểm và hạn chế của phún xạ cathode
- Có thể ứng dụng cho rất nhiều loại vật liệu bia khác nhau: vật liệu dẫn điện hay không dẫn điện, vật liệu có nhiệt độ nóng chảy cao hay có áp suất hơi bão hòa thấp
- Dễ dàng chế tạo các màng đa lớp nhờ tạo ra nhiều bia riêng biệt. Đồng thời, đây là phương pháp rẻ tiền, và dễ thực hiện nên dễ dàng triển khai ở quy mô công nghiệp.
- Độ bám dính của màng trên đế rất cao do các nguyên tử đến lắng đọng trên màng có động năng khá cao (cõ vài eV) so với phương pháp bay bốc nhiệt.
- Màng tạo ra có độ mấp mô bề mặt thấp và có hợp thức gần với của bia, có độ dày chính xác hơn nhiều so với phương pháp bay bốc nhiệt trong chân không.
- Do các chất có hiệu suất phún xạ khác nhau nên việc khống chế thành phần với bia tổ hợp trở nên phức tạp. Khả năng tạo ra các màng rất mỏng với độ chính xác cao của phương pháp phún xạ là không cao. Hơn nữa, không thể tạo ra màng đơn tinh thể.
- HIệu suất năng lượng của quá trình phún xạ thấp: phần lớn năng lượng bắn phá của các ion biến thành nhiệt năng nung nóng bia (vì thế bia cần phải dược làm mát tốt).